# Mikael Richter

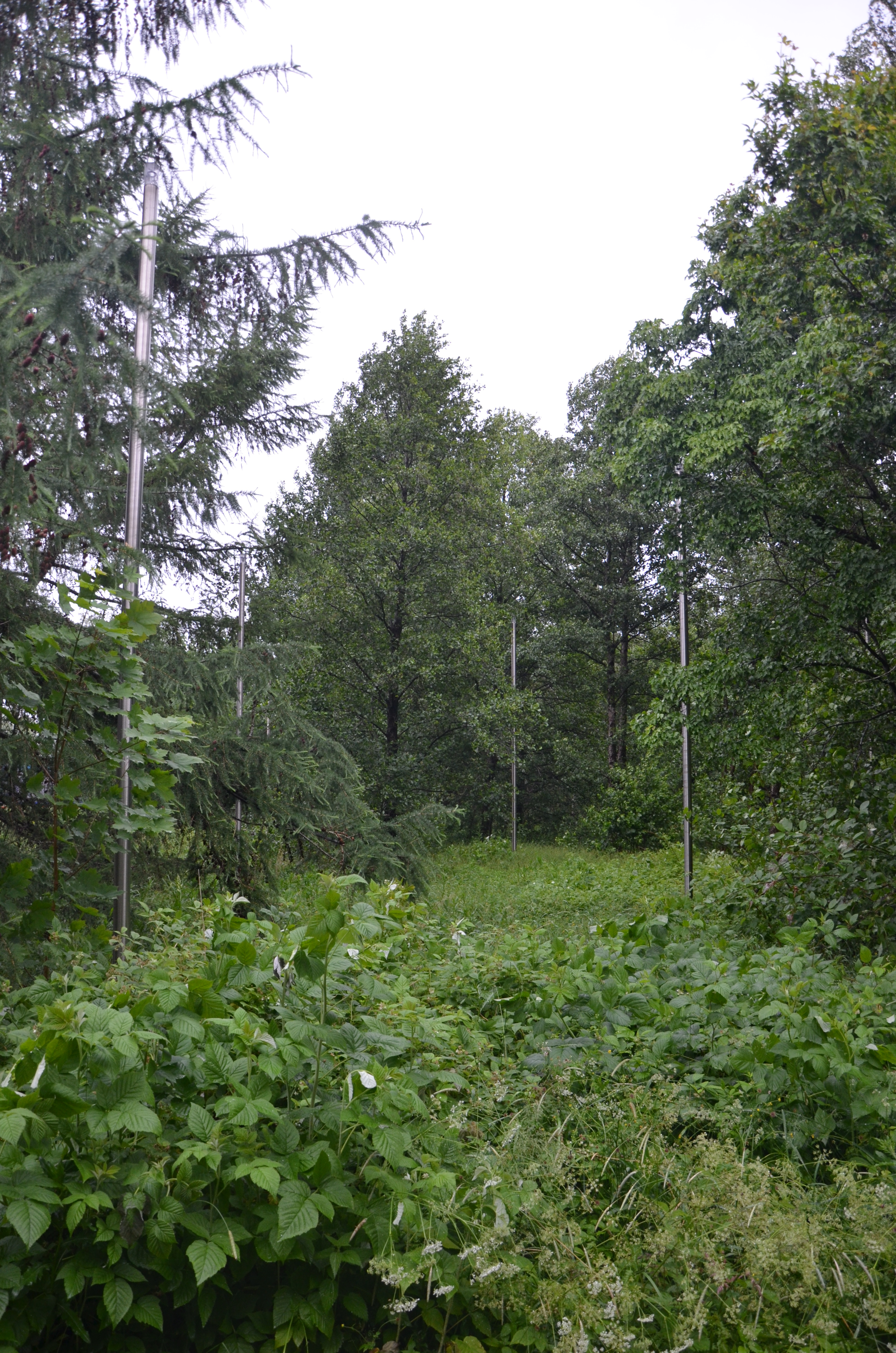
Blått ljus i Lilla Å-promenaden i Örebro

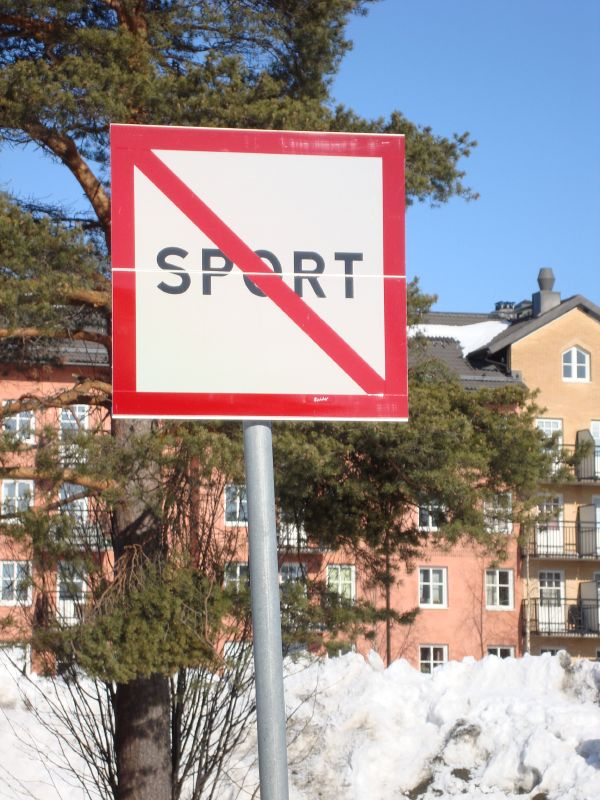
Tillåtet, Umedalens skulpturpark

Jan Rasmus Mikael Richter, född den 29 september 1963 i Västerås, är en svensk konstnär.  
Mikael Richter arbetar med konst som bryter med traditionen och som ofta finns att beskåda i det offentliga rummet. 

## Offentliga verk i urval
- Blått ljus, rostfritt och neon, Lilla Å-promenaden i Örebro, 2002
- Laddningsplats för ljushuvuden, fyra soffor i fiberbetong i Umeå, 2002 (två vid Operaplan, en vid entrén till Umeå Energis huvudkontor på Storgatan 34 och en vid Dåva kraftvärmeverk)
- En laddad plats, en myr 7 kilometer väster om Åsele, del av Konstvägen Sju Älvar